# Palpita carbonifusalis
Palpita carbonifusalis es una especie de polillas de la familia Crambidae descrita por George Hampson en 1918. Se encuentra en Malaui.